# ادی مرکس
ادی مرکس (انگلیسی: Eddy Merckx؛ زاده ۱۷ ژوئن ۱۹۴۵) رکابزن حرفه‌ای سابق اهل بلژیک است که در رشتهٔ دوچرخه‌سواری جاده فعالیت می‌کرد. او با ۱۱ قهرمانی، موفق‌ترین رکابزن شرکت‌کننده در گرند تورها است و یکی از شش نفری است که توانسته‌است در هر سه گرند تور به پیروزی برسد. مرکس توانسته‌است ۵ بار برندهٔ تور دو فرانس شود و رکورد بیشترین پیروزی آن را به همراه ژاک آنکتیل، برنار اینو و میگل ایندوراین در اختیار دارد. همچنین پنج بار برندهٔ جیرو دیتالیا شده‌است و رکورد بیشترین پیروزی آن را نیز به همراه آلفردو بیندا و فائوستو کوپی در دست دارد. افزون بر این یک بار برندهٔ ووئلتا اسپانیا شده‌است.
همچنین مرکس سه بار قهرمان مسابقات قهرمانی دوچرخه‌سواری جاده جهان در رشتهٔ استقامت شده‌است. در چند مسابقهٔ مرحله‌ای و یک‌روزهٔ دیگر نیز پیروزی‌هایی کسب کرده‌است.